# Адам Пуслојић
Адам Пуслојић (Кобишница, 11. март 1943 — Београд, 31. децембар 2022) био је српски књижевник, песник и преводилац.

## Биографија
Рођен је у породици влашког порекла.
Један је од зачетника песничког правца или покрета под називом клокотризам.
Преводио је са румунског и руског језика, највише преводећи румунског песника Никиту Станескуа. Током седамдесетих година двадесетог века, био је у уредништву часописа Књижевна реч.
Био је почасни члан Румунске академије од 1995. године. Био је почасни грађанин Неготина. Био је члан Српског ПЕН клуба, Удружења књижевника Србије и Удружења књижевних преводилаца Србије.
Августа 2021. у Националном музеју румунске књижевности додељена му је Награда „Михај Еминеску” за поезију и превод.
Превођен је у Румунији, Италији, Македонији, Француској, Русији, Немачкој, Бугарској, Мађарској, Малезији, Белорусији, Молдавији.
Преминуо је 31. децембра 2022. године. Сахрањен је 9. јануара 2023. у Алеји заслужних грађана на Новом гробљу у Београду.

## Награде
- Награда „Милан Ракић”, за књигу песама Религија пса, 1975.[13]‍:102
- Награда „Милош Н. Ђурић”, за препев књиге Једино мој живот Никите Станескуа, 1985.
- Награда „Лазар Вучковић”, за песму „Грачанички триптих”, 1985.
- Награда „Златни беочуг”, 1990.[13]‍:64
- Вукова награда, 1992.
- Награда „Златни прстен деспота Стефана Лазаревића”, 1997.[13]‍:69
- Награда „Свети Ђорђе”, Уздин, 1998.[13]‍:194
- Награда „Златни Орфеј”, 2005.[14]‍:75
- Награда „Круна кнеза Лазара”, за свеукупно стваралаштво, 2006.[14]‍:92
- Награда „Повеља Мораве”, 2007.[14]‍:160
- Награда Госпојинских сусрета песника, за беседу, 2007.[14]‍:137
- Награда „Арка”, за књигу изабраних песама Зидање источног плача / Сидањето на источниот плач, 2010.
- Награда „Србољуб Митић”, за збирку песама Део мог крика, 2014.
- Награда Сабора духовне поезије, за песму „Исус на Косову”, Раковица, 2014.[15]‍:217
- Повеља Удружења књижевника Србије, 2014.[15]‍:246
- Награда академије „Иво Андрић”, за животно дело, 2014.[15]‍:159
- Награда „Felix Romuliana”, 2015.[15]‍:249
- Велика базјашка повеља, 2016.
- Награда „Васко Попа”, за књигу Somnabulia Balcanica, 2017.
- Награда „Михај Еминеску” за поезију и превод, Румунија, 2021.

## Дела

### Поезија
- Постоји земља, Београд, 1967.
- Падам ка небу, Београд, 1970.
- Идем смрти на подшишивање, Београд, 1972.
- Религија пса, Београд, 1974.
- Бекство у дактилографски вез, Београд, 1977.
- Плесме, Београд, 1977.
- Прелом, Београд, 1979.
- Дародавац, Београд, 1980.
- Окована уста, 1982.
- Капија на истоку, Београд, 1987.
- Крвоток, Београд, 1987.
- Оноземља, Београд, 1988.
- Музеј црне крајине, Неготин, 1989.
- Пандемонијум, Београд, 1989.
- Песме из сенке, Панчево, 1992.
- Сариндар, Нови Сад, 1997.
- Очевидац, Београд–Погдорица, 1998.
- Зидање источног плача, Београд, 1998.
- Распелник, Београд, 2002.
- Нови господар ваздуха, Сремски Карловци – Нови Сад, 2003.
- Песме из Херисауа, Сремски Карловци – Нови Сад, 2003.
- Књига Адамова, Неготин, 2004.
- Боравак и стид, Приштина, 2007.
- Негледуш, Београд, 2007.
- Окајнице, Београд, 2007.
- Дужник, Неготин, 2010.
- Ваздушна линија смрти, Београд, 2011.
- Укратко / In Short, Смедерево, 2012.
- Део мога крика, Неготин, 2013.
- Ој, на Косову, Београд 2014.
- Тајна вечера у Осмици, Неготин, 2015.
- Somnabulia Balcanica, Неготин, 2016.
- Тесламентарно, Београд, 2019.

## Галерија
- Пуслојић у просторијама Удружења књижевника, децембра 2004. године
- Пуслојић испред портрета Милоша Црњанског, јануара 2018. године
- Пуслојићев гроб у Алеји заслужних грађана на Новом гробљу у Београду